# Jaione Camborda
Jaione Camborda Coll (San Sebastián, 1 de marzo de 1983 ) es una guionista y directora de cine vasca.

## Biografía
Jaione Camborda es una cineasta nacida en San Sebastián, que vive y trabaja en Galicia desde hace algunos años.
Formada en la Escuela de Cine de Praga (FAMU) y en la Escuela de Cine de Múnich (HFF) su carrera ha estado ligada a Novo Cinema Galego, trabajando como directora de arte o productora, entre otros, en O ouro do tempo estrenada en Karlovy Vary (República Checa), Verengo (estreno en Bafici) o Las Altas Presiones. En 2015 ganó el premio Las Nuevas Olas en el Festival de Cine de Sevilla. En 2019 realizó su primer largometraje, llamado Arima, que se presentó en el Festival de Cine de Sevilla, y recibió el premio mejor dirección. También ganó el Premio ANIMAFICX del Festival Internacional de Cine de Gijón.
Con su película O Corno ha sido la primera directora española en ganar la Concha de Oro en la 71.ª edición del Festival Internacional de cine de San Sebastián en septiembre de 2023.
Presidió el jurado del Festival de Cine de San Sebastián en la edición del año 2024.

## Obras

### Cortometraje
- Lilith
- Nimbo.
- Prueba de agilidad.
- Rapa das Bestas.[8]

### Largometraje
- Arima (2019) Dirección y guion.[9]
- O corno (2023)[10]

## Premios
- En 2015, el cortometraje Las Altas Presiones Las nuevas olas recibió el premio del Festival de Cine Europeo de Sevilla.
- En 2019, el largometraje Arima recibió el Premio a la Mejor Dirección en la sección Las Nuevas Olas del Festival de Cine Europeo de Sevilla.[11][12]
- En 2023, el largometraje O corno recibió la Concha de Oro a la mejor película en la 71.ª edición del Festival Internacional de cine de San Sebastián en septiembre de 2023.[6]
- En 2024, premio mejor dirección por "O Corno", en Zinemastea, Vitoria.[13]